# گئورگ کنوپفله
گئورگ کنوپفله (به آلمانی: Georg Knöpfle) بازیکن فوتبال و مدافع اهل آلمان است که از سال ۱۹۲۸ میلادی عضو تیم ملی فوتبال آلمان بوده‌است. وی در ۲۳ بازی ملی حضور داشته است و آخرین بازی ملی خود را در سال ۱۹۳۳ میلادی انجام داد. گئورگ کنوپفله در بازی‌های ملی‌اش گلی به ثمر نرساند.